# اقتصاد ریاضی
اقتصاد ریاضی یا اقتصاد نظری یک شاخه از علم اقتصاد است.
امروزه علم اقتصاد با گسترش و رشد قابل توجه خود به صورت یک موضوع ریاضیاتی تبدیل شده‌است. ریاضیات موجود در نوشته‌های اقتصادی ۵۰ سال گذشته که به عنوان ریاضیات پیشرفته تلقی شده بودند، اکنون از آن به عنوان زبان معمولی تشریح مباحث اقتصادی یاد می‌شود.
ریاضیات در تمام شاخه‌های مختلف علم اقتصاد و سایر علوم اجتماعی نقش مهمی را ایفا می‌کند. امروزه کمتر اقتصاددانی وجود دارد که بتواند خود را از کاربرد ریاضیات در تشریح مباحث و مسائل اقتصادی و به خصوص موضوعات نظری اقتصاد که در حقیقت پایهٔ بررسی‌های تجربی اقتصاد سنجی در این رشته را تشکیل می‌دهند، بی‌نیاز بداند؛ بنابراین اقتصاد ریاضی را نمی‌توان مانند اقتصاد بخش عمومی ویا اقتصاد بین‌الملل به عنوان شاخهٔ مستقلی از علم اقتصاد تلقی نمود. بلکه باید آن را به عنوان ابزاری برای تحلیل مسائل و پدیده‌های اقتصادی به‌شمار آورد.

## اهمیت اقتصاد ریاضی
از دیرباز، دانش ریاضیات امکانات مناسبی را به منظور ارائهٔ تحلیل‌های دقیق، توصیف روابط بین پدیده‌ها و نیز کاهش خطای پیش‌بینی در اختیار علوم مختلف قرار داده‌است. ماهیت کمی بیشتر متغیرهای اقتصادی در کنار عواملی مانند لزوم برنامه‌ریزی و… سبب توسعهٔ کاربرد ریاضیات در اقتصاد گردیده‌است. ساده‌سازی و رعایت ایجاز و اختصار در ارائهٔ نظریه‌های اقتصادی و به خصوص دقت بالای این ابزار موجب شده‌است که اقتصاددانان از ریاضیات به عنوان ابزاری به منظور ارائهٔ نظریه‌هایشان استفاده نمایند؛ بنابراین اقتصاد ریاضی، مانند اقتصادسنجی شاخه‌ای مستقل در دانش اقتصاد مانند اقتصاد خرد یا اقتصاد کلان محسوب نمی‌شود بلکه اقتصاد ریاضی یک ابزار تحقیق و یک زبان برای ارائهٔ نظریه‌های اقتصادی به‌شمار می‌آید.
برای بیان اهمیت نقش ریاضیات در اقتصاد، می‌توان به موارد زیر اشاره کرد:

## کاربرد ریاضیات محض در نظریه‌های اقتصادی
در این ارتباط، کافی است به این مطلب اشاره شود که بیشتر اقتصاددانان مهم و برجستهٔ صد سال گذشته، ریاضی‌دان بوده‌اند. آلفرد مارشال، ویلیام استانی جونز، نات ویکسل و جان مینارد کینز از جملهٔ این اقتصاددانان هستند. در حالی که اقتصاددانان دیگری نیز وجود دارند که علم اقتصاد را در تحلیل‌های خود با منطق آمیخته‌اند. از جمله می‌توان به جان استوارت میل و ری هارود اشاره کرد.
در رابطه با این که چرا زبان ریاضی بر زبان معمول در اقتصاد می‌تواند مزیت داشته باشد، باید به دلایل زیر اشاره نمود:

## الف. اصطلاحات و عبارات ریاضی دقیق بوده و کمتر گمراه‌کننده اند
در زبان معمول (نوشتاری)، یک واژه ممکن است معانی و تفاسیر مختلفی داشته باشد که هر یک از این تفاسیر مختصر تفاوتی نیز با دیگری داشته باشد، اما نه آن تفاوتی که بتواند در یک مبحث معین، معنی دقیق کلمه را مشخص نماید؛ بنابراین علاوه بر ابهامی که در معانی واژه‌ها وجود دارد، باید گفت که هر واژه اغلب اوقات حتی هنگامی که به صورت تخصصی از آن استفاده می‌شود خالی از بار ارزشی نیست. برای مثال کاربرد واژهٔ تعادل در اقتصاد را در نظر بگیرید. این نکته که اقتصاد در حالت تعادل قرار دار، برای بیشتر مردم این مفهوم را خواهد داشت که اقتصاد در یک شرایط مطلوب قرار دارد. منظور از شرایط مطلوب در حقیقت از نظر کارایی اقتصادی و غیره‌است.
در مقابل، «عدم تعادل»، نشان دهندهٔ وضعیت نامطلوب است، در حالی که در عمل چنین نیست. همان طوری‌که کینز اشاره کرده‌است، این امکان وجود دارد که ابهام کاربرد کلمهٔ «تعادل» در اقتصاد به خاطر این است که این کلمه در سطح وسیع، به صورت ناصحیح به کار برده شده‌است. به عنوان مثال در رابطه با بازارها، این کلمه ممکن است بیانگر یکی از وقوع زیر باشد:
1. طرح‌ها، برنامه‌ها و اهداف خریداران و فروشندگان هر دو به وقوع بپیوندند.
2. نیازی به این نیست که برنامه‌ها و اهداف خریداران و فروشندگان تجدید نظر شود.
3. هیچ نیرویی وجود ندارد که باعث شود قیمت و مقادیر مبادله شده را تغییر دهد.
4. قیمت‌ها و مقادیر مبادله در طول زمان ثابت هستند.

در حالی که باید گفت معنی تعادل در هر یک از حالات فوق به هیچ وجه بیانگر وضعیت تعادل در حالات دیگر نیست. در زبان ریاضیات، وضعیت تعادل را می‌توان توسط یک معادله‌ای که رابطهٔ دقیق بین مجموعه‌ای از متغیرها را نشان می‌دهد، بیان نمود و این چنین معادله‌ای دیگر دارای ابهام نبوده و از هر گونه بار ارزشی نیز مصون است.

## ب. زبان ریاضی درک و بیان مباحث پیچیده را آسان می‌سازد
در دنیای واقعی، معمولاً هر متغیر اقتصادی در ارتباط یک طرفه یا دو طرفه با یک یا چند متغیر دیگر است. برای مثال سطح قیمت‌ها، در نظریه‌های اقتصاد کلان تحت تأثیر متغیرهایی مانند مخارج دولت، حجم پول، نرخ ارز و… قرار دارد. بدیهی است تجزیه و تحلیل این روابط، به زبان توصیفی و هم چنین ترسیمی با محدودیت‌های زیادی روبرو است. معادلات و الگوهای ریاضی، این امکان را فراهم می‌کند تا نظریه‌پرداز یا محقق اقتصاد، روابط بین متغیرها را به نحو ساده و در عین حال دقیق تر بیان نموده یا مطالعه نماید.

## ج. بسیاری از متغیرهای اقتصاد ماهیت کمی دارند
بخش قابل توجهی از متغیرهای اقتصادی، ماهیت کمی دارند. برای مثال متغیرهایی مانند سود، درآمد، هزینهٔ کل، هزینهٔ متوسط و… در اقتصاد خرد یا متغیرهایی مانند درآمد ملی، صادرات، واردات، نرخ تورم در اقتصاد کلان، کمی و قابل اندازه‌گیری هستند. به همین دلیل، ماهیت کمی این متغیرها، محاسبه و تعیین آن‌ها را ایجاب می‌کند.

## د. یک انسان اقتصادی یک ریاضی‌دان است
بیشتر نظریه‌های اقتصادی بر این فرض بنا شده‌اند که افراد و کارگزاران اقتصادی به‌طور «عقلایی» رفتار می‌کنند. انتخاب یک عمل توسط یک فردی که عقلایی رفتار می‌کند، در حقیقت یک تمرین منطق عملی است. هنگامی که این انتخاب با کمیات و ارقام سر و کار داشته باشد، در این صورت می‌توان گفت که این رفتار عقلایی در حقیقت یک تمرین ریاضی است. برای مثال، یک مصرف‌کننده که به صورت عقلایی رفتار می‌کند؛ به دنبال حداکثر نمودن رضایت خاطر خود با توجه به درآمد معین و قیمت کالاها است. به‌طوری‌که او می‌کوشد تا مقادیری از کالاها را خریداری کند که با توجه به درآمد معین و قیمت‌های داده شده، بیشترین مطلوبیت را به دست آورد؛ بنابراین به علت این که منظور از رفتار یک فرد اقتصادی در حقیقت رفتار فردی است که هم ریاضی‌دان بوده و هم آشنایی کامل به علم منطق داشته باشد، در این صورت جای تعجب و شگفتی نیست که بیشتر قوانین اقتصادی که بر پایهٔ فرض «عقلایی» بنا شده‌اند، اغلب از تفکرات کسانی که در منطق و در ریاضیات تعلیم دیده‌اند، سرچشمه گرفته‌است.

## کاربرد ریاضیات عملی در تصمیم‌گیری‌های اقتصادی
روش ریاضیات عملی، اغلب به عنوان روشی به منظور تحلیل روابط بین مقادیر متغیرها و ارزش‌های عددی آن‌ها مورد استفاده قرار می‌گیرد. بیشتر مفاهیم و متغیرهایی که مورد توجه اقتصاددانان است از جمله قیمت، تولید، اشتغال، درآمد، موازنهٔ تجاری و… را می‌توان با اعداد اندازه‌گیری نمود. به همین خاطر است اقتصاددانانی که به مطالعهٔ روابط بین مقادیر اقتصادی می‌پردازند از ریاضیات عملی استفاده می‌کنند.
یکی از مزایایی که در رابطه با مطالعهٔ روابطی که بر اساس مقادیر کمی نوشته شده‌اند وجود دارد، این است که به هنگامی که رابطهٔ دقیق بین مقادیر مشخص شد، در این صورت می‌توان با فرض این که این رابطه در طول زمان ثابت بماند، وضعیت آیندهٔ اقتصاد را نیز پیش‌بینی نمود. بر اساس همین پیش‌بینی است که می‌توان اهداف اقتصادی در آینده را مورد توجه قرار داده و سپس با ترکیب سیاست‌های مختلف، به این اهداف نائل آمد.
برای مثال اگر سیاست اقتصادی و یکی از اهداف اقتصادی این باشد که اشتغال کامل و ثبات در موازنهٔ تجاری هماهنگ با هم وجود داشته باشد، در این صورت رسیدن به این هدف میسر نخواهد بود، مگر آن که اطلاعی از روابط بین متغیرهای مهم اقتصادی با یکدیگر در اختیار داشته باشیم. به عبارت دیگر می‌بایستی روابط دقیق واردات و صادرات را داشته و علاوه بر آن لازم است سطح درآمدی که در آن اشتغال کامل به وجود می‌آید، را نیز برآورد کرد. از ترکیب این اطلاعات است که قادر خواهیم بود تا چگونگی رسیدن به هدف فوق را بررسی نماییم. در این مورد به خصوص، اگر فرض کنیم که واردات به‌طور مستقیم تابعی از درآمد ملی بوده و صادرات متغیری مستقل است، در این صورت می‌توان موازنهٔ تجاری را به صورت روابط زیر بیان نمود:
واردات: (Z=f(y
صادرات: X=Xavg
موازنهٔ تجاری: (X-Z=Xavg-f(y
حال اگر فرض کنیم که موازنهٔ تجاری با کسری روبرو باشد و اقتصاد نیز در حالت رکود و با بیکاری مواجه باشد، در این صورت می‌توان به این نتیجه رسید که چنانچه بخواهیم به اشتغال کامل برسیم، لازم است تولید ناخالص ملی را افزایش داد تا به تدریج بتوان به هدف اشتغال کامل رسید. اما با افزایش تولید ناخالص ملی از طرف دیگر مشاهده می‌شود که وضعیت تراز تجاری، با فرض ثابت بودن صادرات؛ بدتر خواهد شد؛ بنابراین مشاهده می‌شود که رسیدن به اشتغال کامل ممکن است تحت شرایط فوق، عدم تعادل در تراز تجاری را تشدید نماید و این جاست که هماهنگی سیاست‌های مختلف با توجه به پیش‌بینی متغیرهای مهم برای رسیدن به اهداف اقتصادی با اهمیت است. از این مثال می‌توان نتیجه گرفت که با به‌کارگیری ریاضیات، به خوبی می‌توان مسائل اقتصادی را مورد تحلیل قرار داد.

## کاربرد ریاضیات در تحلیل آمارهای اقتصادی
استفاده از ریاضیات مقدماتی می‌تواند به صورت قابل توجهی برای خلاصه کردن و تفسیرهای آماری، اقتصادی و اجتماعی سودمند باشد. ریاضیات پیشرفته نیز در نظریه‌های اقتصادسنجی که هدف آن‌ها تخمین روابط بین متغیرهای مهم اقتصادی است، کاربرد زیادی دارد. برای مثال بیشتر نتایج سرشماری و بررسی‌های آماری در ارتباط با تولید، توزیع و مصرف در اقتصاد که در حقیقت وضعیت اقتصادی، مالی و اجتماعی کشور را توجیه می‌نماید، را می‌توان با استفاده از مفاهیم سادهٔ ریاضی، تجزیه و تحلیل نمود. به عبارت دیگر، انجام محاسباتی از قبیل درصدگیری، میانگین و واریانس و آشنایی با ریاضیات مقدماتی می‌تواند در تحلیل آمارها مفید باشد.

## اقتصاد ریاضی در مقایسه با اقتصاد سنجی
همان‌طور که پیشتر اشاره شد، اقتصاد ریاضی یک زبان و یک ابزار برای بیان روابط دقیق بین متغیرهای اقتصادی است. به عبارت دیگر، اقتصاد ریاضی ابزاری است که به وسیلهٔ آن می‌توان یک نظریهٔ اقتصادی را در قالب روابط ریاضی بیان نمود. اما باید توجه داشت که روابط بین متغیرها در اقتصاد ریاضی، یک رابطهٔ دقیق است. در یک رابطهٔ اقتصاد ریاضی، نوع روابط وعلامت مورد انتظار پارامترها تعیین می‌شود. اما برآورد مقدار عددی پارامترها در حوزهٔ مباحث اقتصادسنجی قرار می‌گیرد. به عبارت دیگر در رابطه با کاربرد ریاضیات در تحلیل آمارهای اقتصادی باید گفت که از کاربرد مفاهیم ریاضی با توجه به نظریه‌های اقتصادی می‌توان بر اساس ارقام دوره‌های گذشته، روابط بین متغیرهای اقتصادی را برآورد نمود؛ بنابراین مدل‌های اقتصادسنجی، بر اساس مدل‌های ریاضی شکل می‌گیرند که مبنای آن‌ها نظریه‌های اقتصادی هستند.